# تصویر بزرگ (فیلم ۱۹۸۹)
تصویر بزرگ (به انگلیسی: The Big Picture) فیلمی محصول سال ۱۹۸۹ و به کارگردانی کریستوفر گست است. در این فیلم بازیگرانی همچون کوین بیکن، امیلی لانگستریت، جی.تی. والش، جنیفر جیسن لی، مایکل مک‌کین، تری هچر، دن اشنایدر، جیسون گلد، کیم میوری و دان فرانکلین ایفای نقش کرده‌اند.